# گرمیاچینسک
گرمیاچینسک (به روسی: Гремячинск) یک شهر است که در کشور روسیه و در کرای پرم واقع شده‌است.